# Xenoschesis ustulata
Xenoschesis ustulata là một loài tò vò trong họ Ichneumonidae.